# CIRBP
La proteína de unión a ARN inducible por frío es una proteína que en humanos está codificada por el gen CIRBP. La proteína de unión a ARN inducible por frío, CIRBP, desempeña un papel fundamental en el control de la respuesta celular al enfrentar una variedad de tensiones celulares, incluida la luz ultravioleta de longitud de onda corta, la hipoxia y la hipotermia.
Esta proteína desempeña un papel protector en la respuesta al estrés genotóxico al estabilizar las transcripciones de genes implicados en la supervivencia celular. Actúa como activador traslacional y parece jugar un papel esencial en la supresión de la proliferación celular inducida por el frío. Se une específicamente a las regiones 3 'sin traducir (3' UTR) de las transcripciones que responden al estrés RPA2 y TXN. Actúa como represor traslacional. Cuando se sobreexpuesta promueve el ensamblaje de gránulos de estrés.